# Yui Miyauchi
Yui Miyauchi (jap. 宮内 唯, Miyauchi Yui; * 10. April 1989) ist eine japanische Badmintonspielerin.

## Karriere
Yui Miyauchi nahm bereits als Schülerin 2007 an den Oberschulmeisterschaften (Inter-High) teil, wo sie das Halbfinale im Doppel erreichte. Während ihres Studiums an der Japanischen Sporthochschule gewann sie 2008, 2010 und 2011 die Studentenmeisterschaften. Danach trat sie in das Unternehmen Renesas Semiconductor Kyūshū/Yamaguchi, einer Tochter von Renesas Electronics, ein und spielt seitdem für deren Werksmannschaft. 2012 war sie bei den Meisterschaften der Erwachsenen im Halbfinale im Mixed und bei den Allgemeinen Meisterschaften im Viertelfinale im Doppel.
Yui Miyauchi wurde bei den Vietnam International 2009 Zweite im Damendoppel mit Yuki Itagaki. Bei den Singapur International 2012 wurde sie Zweite im Damendoppel mit Yuki Fukushima. Bei den Macau Open 2012 belegten beide Rang neun im Doppel.